# Cratere Namiko
Namiko  è un cratere sulla superficie di Venere.